# Pista d'Hortoneda
La Pista d'Hortoneda és una pista rural del poble d'Hortoneda, a l'antic terme d'Hortoneda de la Conca, actualment pertanyent a Conca de Dalt, al Pallars Jussà.
Arrenca de la mateixa Hortoneda, des d'on va a buscar el barri de Segalars, des d'on s'adreça a llevant, però fent força girades per adequar-se al terreny, molt muntanyós. Passa pel nord del Serrat de la Feixa i poc després també pel nord de les Costes del Serrat de Fosols, i va a travessar la llau de Segan pel pont del Revolt de la Llau de Segan. Emprèn cap al nord per l'Obaga de la Mitgenca, fins que travessa la llau de la Mitgenca, passa per la Solana d'Esgrasses i les Obagues de Senllí, on torna a emprendre cap a llevant, deixant Casa Senllí i tota la partida de Senllí al nord. Resseguint les Obagues de Senllí, travessa la llau de la Font de Montsor, deixa al sud la Solana de la Font de Montsor, travessa el barranc de la Creu i, després d'un revolt per pujar a la carena de la Serra de Coll de Neda arriba al Coll de la Creu, on troba l'arrencament cap al nord de la Pista vella de Baiarri.
Continua pel Mal Graó i les Costes de Baiarri, i arriba a la Coma de Perauba, on la pista ha d'entrar molt a dins de la profunda vall, per sota de les Baürtes, per tal de tornar a sortir quasi a la mateixa alçada per la banda oposada de l'arribada, passant sota els Feixancs de Penalta. En el moment de travessar, al fons de la vall, la llau de Perauba, la pista té sobre seu, al sud-est, la Torre de Perauba. Després passa per damunt dels Trossos de la Font de Perauba i va a buscar, cap al nord-est, la llau de Sant Pere i la Casa de les Feixes. A continuació, la pista continua cap al nord per tal d'anar a cercar l'extrem nord de la Serra del Pi; un cop superada, quan la pista torna a adreçar-se cap al sud-est, acaba el seu recorregut enllaçant amb Pista de Boumort i la Pista dels Masos de la Coma.